# Пэрри, Шеннон
Шеннон Мишель Пэрри OAM (англ. Shannon Michelle Parry, родилась 27 октября 1989 года) — австралийская регбистка, выступающая на позиции фланкера за женские сборные Австралии по регби-15 и по регби-7 (капитан обеих сборных). Олимпийская чемпионка по регби-7 2016 года.

## Карьера игрока
На клубном уровне Шеннон Пэрри представляет команду штата Квинсленд в чемпионате штатов Австралии. В марте 2014 года выиграла чемпионат провинций, финал которого состоялся в Канберре. В 2010 году была заявлена в составе австралийской сборной по регби на чемпионат мира в Англии (австралийки завоевали бронзовые медали). В 2013 году участвовала в чемпионате мира по регби-7 в Москве. В 2014 году снова была включена в состав сборной на чемпионат мира во Франции и стала там капитаном команды в связи с травмой основного капитана Шарни Уильямс.
Шеннон выступала в Мировой серии по регби-7 сезона 2015/2016 и вошла в символическую сборную сезона. В 2016 году Пэрри попала в заявку сборной Австралии по регби-7 на Олимпийские игры в Рио-де-Жанейро (игровой номер 1), став вице-капитаном команды. На турнире Пэрри занесла одну попытку в матче против сборной Колумбии, а австралийская команда победила новозеландок в финале и завоевала олимпийское золото в этом виде спорта. Как олимпийская чемпионка, 26 января 2017 года в День Австралии Пэрри была награждена Медалью Ордена Австралии.
С 2017 года Пэрри является также капитаном женской сборной по регби-15.

## Личная жизнь
Отец — новозеландец, мать — американка. Окончила колледж, дипломированный учитель средней школы. В свободное время увлекается сёрфингом.